# Cynoscion
Cynoscion es un género de peces de la familia de Sciaenidae y de la orden de los Perciformes. Muy sabroso y a la vez, según varios medios de comunicaciones, es considerado en diferentes lugares como fino.

## Especies
- Cynoscion acoupa (Lacepède, 1801)
- Cynoscion albus (Günther, 1864)
- Cynoscion analis (Jenyns, 1842)
- Cynoscion arenarius (Ginsburg, 1930)
- Cynoscion jamaicensis (Vaillant & Bocourt, 1883)
- Cynoscion leiarchus (Cuvier in Cuvier & Valenciennes, 1830)
- Cynoscion microlepidotus (Cuvier in Cuvier & Valenciennes, 1830)
- Cynoscion nannus (Castro-Aguirre & Arvizu-Martinez, 1976)
- Cynoscion nebulosus (Cuvier in Cuvier & Valenciennes, 1830)
- Cynoscion nortoni (Béarez, 2001)
- Cynoscion nothus (Holbrook, 1848)
- Cynoscion othonopterus (Jordan & Gilbert, 1882)
- Cynoscion parvipinnis (Ayres, 1861)
- Cynoscion phoxocephalus (Jordan & Gilbert, 1882)
- Cynoscion praedatorius (Jordan & Gilbert in Jordan & Eigenmann, 1889)
- Cynoscion reticulatus
- Cynoscion steindachneri
- Cynoscion stolzmanni
- Cynoscion virescens

- Datos: Q135249
- Multimedia: Cynoscion / Q135249
- Especies: Cynoscion